# Pietro Marascalchi
Pietro Marascalchi (Venezia, 1º agosto 1931 – Cittadella, 16 aprile 2019) è stato un lottatore e attore italiano.

## Biografia
Da lottatore gareggiava nella lotta libera, nella classe di peso dei +87 kg (pesi massimi).
Nel 1959 ha preso parte ai Mondiali di Teheran, chiudendo 5º nei pesi massimi.
A 29 anni ha partecipato ai Giochi olimpici di Roma 1960, nei pesi massimi (+87 kg), passando il 1º turno grazie ad un bye e i due successivi vincendo per schienata contro il giapponese Kaoru Ishiguro e il polacco Lucjan Sosnowski. Nel 4º e 5º turno è stato invece sconfitto, in entrambi i casi per schienata, dal sovietico Savkudz Dzarasov, poi bronzo, e dal tedesco Wilfried Dietrich, poi oro, terminando quindi al 4º posto.
Dopo il ritiro dalle gare agonistiche ha avuto anche una carriera da attore, comparendo in 5 film: I due nemici di Guy Hamilton del 1961, con il ruolo del caporale Bortolini, I normanni di Giuseppe Vari del 1962, Ercole contro Moloch di Giorgio Ferroni del 1963 come Moloch, La vendetta di Spartacus di Michele Lupo del 1964 con il ruolo di Marcelenio e Segretissimo di Fernando Cerchio del 1967, come Hans.

## Filmografia

### Cinema
- I due nemici, regia di Guy Hamilton (1961)
- I normanni, regia di Giuseppe Vari (1962)
- Ercole contro Moloch, regia di Giorgio Ferroni (1963)
- La vendetta di Spartacus, regia di Michele Lupo (1964)
- Segretissimo, regia di Fernando Cerchio (1967)